# Gerichtsbezirk Grünburg
Der Gerichtsbezirk Grünburg war ein dem Bezirksgericht Grünburg unterstehender Gerichtsbezirk, der teilweise im politischen Bezirk Kirchdorf bzw. im Bezirk Steyr-Land (Bundesland Oberösterreich) lag. Der Gerichtsbezirk wurde per 1. Jänner 2003 aufgelöst und das Gebiet den Gerichtsbezirken Kirchdorf an der Krems bzw. Steyr zugewiesen.

## Geschichte
Der Gerichtsbezirk Grünburg wurde durch einen Erlass des k.k. Oberlandesgerichtes Linz am 4. Juli 1850 geschaffen und umfasste ursprünglich die 21 Steuergemeinden Adelwang, Außerbraitenau, Eggmayer, Emsenhueb, Forstau, Innerbraitenau, Leonstein, Molln, Nikola, Obergrünburg, Pernzell, Pesendorf, Piselwang, Ramsau, Steinbach, Steinersdorf, Untergrünburg, Wagenhub, Waldneukirchen, Weissenbach und Zehentner.
Der Gerichtsbezirk Grünburg trug ursprünglich den Namen Gerichtsbezirk Steinbach bzw. Gerichtsbezirk Untergrünbach und wurde 1854 endgültig in Gerichtsbezirk Grünburg benannt.
Der Gerichtsbezirk bildete im Zuge der Trennung der politischen von der judikativen Verwaltung
ab 1868 gemeinsam mit Gerichtsbezirken Kirchdorf und Windischgarsten den Bezirk Kirchdorf.
Nachdem per 21. Jänner 1893 die Bildung der Gemeinde Adlwang erfolgt war, wurden dem Gerichtsbezirk Grünburg per 1. März 1895 auch Teile der Ortsgemeinde Nußbach unterstellt, die der neugebildeten Gemeinde Adlwang zugeschlagen worden waren.
Nach der Machtübernahme der Nationalsozialisten wurden die Gemeinden Adlwang und Waldneukirchen aus dem Bezirk Kirchdorf herausgelöst und dem Bezirk Steyr Land zugewiesen. Der Gerichtsbezirk Grünburg war in der Folge auf die beiden Bezirke Kirchdorf und Steyr Land aufgeteilt.
Mit der Bezirksgerichts-Verordnung der Österreichischen Bundesregierung wurde am 12. November 2002 die Auflösung des Gerichtsbezirks Grünburg und die Zuweisung des Gebietes zu den Gerichtsbezirken Kirchdorf an der Krems bzw. Steyr beschlossen. Mit dem 1. Jänner 2003 trat die Verordnung in Kraft und die Gemeinden Adlwang und Waldneukirchen wurden dem Gerichtsbezirk Steyr zugeschlagen. Die Gemeinden Grünburg, Molln und Steinbach an der Steyr wurden wiederum dem Gerichtsbezirk Kirchdorf an der Krems zugewiesen.

## Gerichtssprengel
Der Gerichtssprengel umfasste zum Zeitpunkt der Auflösung die fünf Gemeinden Adlwang, Grünburg, Molln, Steinbach an der Steyr und Waldneukirchen.